# Charlie Christian
Charlie Henry Christian, född 29 juli 1916 i Bonham, Texas, död 2 mars 1942 på Staten Island i New York, var en amerikansk jazzgitarrist.
Christian kom tidigt i kontakt med orkesterledaren Benny Goodman och tillhörde dennes sextett 1939. Senare ingick han i den grupp amerikanska musiker som anses ha skapat bebopen. 
Charlie Christian banade väg för ett nytt gitarr-sound, som inspirerade flera av hans efterföljare: Jimi Hendrix, Wes Montgomery och Les Paul bland andra. Sedan år 1990 är han installerad i Rock and Roll Hall of Fame, kategoriserad som "Early Influence."
Charlie Christian ådrog sig tuberkulos och dog 25 år gammal i Staten Island, New York.

## Diskografi (välkända låtar)
- Lady Be Good (i Carnegie Hall, 1939)
- Star Dust (med Benny Goodman, 1939)
- Seven Come Eleven (med Goodman, 1939)
- Six Appeal (med Goodman, 1940)
- Waitin' for Benny (jam session, 1941)
- Breakfast Feud (med Goodman, 1941)
- Solo Flight (med Goodman, 1941)
- Stompin' at the Savoy (jam session i Minton's, 1941)